# Taenioptynx
Taenioptynx — рід хижих птахів родини совових (Strigidae). Представники роду поширені в Південно-Східній Азії.

## Таксономія
Традиційно двох представників роду включали до роду сичик-горобець (Glaucidium). Вони були переміщені до відродженого роду Taenioptynx на основі молекулярно-філогенетичного дослідження, опублікованого в 2019 році.

## Види
Включає 2 види:
- Сичик-горобець малий, Taenioptynx brodiei
- Сичик-горобець сундайський, Taenioptynx sylvaticus